# Джефф Ліндсі
Джефф Лі́ндсей (англ. Jeff Lindsay, справжнє ім'я — Джеффрі П. Фрейндліх; нар. 14 липня 1952 року у Маямі) — американський письменник, автор серії романів про серійного вбивцю Декстера Моргана, за якими був знятий популярний телесеріал «Декстер» від студії Showtime.
Першою книгою з циклу романів про Декстера був роман «Демон, що спить у Декстері», початкова назва якого була «Піноккіо стікає кров'ю». Цю книгу було видано 2004 року, вона була номінована на престижну премію Едгара По у номінації "Найкращий перший роман, однак його було виключено з номінації, так як з'ясувалося, що автор випустив декілька книг у 1990-х під іменем Джеффрі П. Ліндсей, які він писав разом з дружиною, Гіларі Хемінгуей, племінницею Ернеста Хемінгуея. Роман отримав у 2005 році премію Діліс.
1 жовтня 2006 року відбувається прем'єра першого сезону телевізійного серіалу «Декстер», знятого за мотивами роману Ліндсея. Наступні ж сезони були зняті за оригінальним сценарієм. Ліндсей з'явився камео у десятій серії третього сезону серіалу.

## Список творів

### Нехудожні твори
- Hunting with Hemingway: Based on the Stories of Leicester Hemingway (2000)

### Художні твори
- Tropical Depression: A Novel of Suspense (1994)
- Dream Land: A Novel of the UFO Coverup (1995)
- Time Blender (1997)
- Dreamchild (1998)

### Цикл «Декстер»
- Демон, що спить у Декстері/Darkly Dreaming Dexter (2004)
- Добрий друг Декстер/Dearly Devoted Dexter (2005)
- Декстер в темряві/Dexter in the Dark (2007)
- Декстер в ділі/Dexter by Design (2009)
- Делікатеси Декстера/Dexter is Delicious (2010)
- Подвійний Декстер/Double Dexter (2011)
- Останній акт Декстера/Dexter's Final Cut (2013)
- Декстер мертвий/Dexter Is Dead (2015)